# Hỏa Phong Đỉnh
Quẻ Hỏa Phong Đỉnh, đồ hình:|||:| còn gọi là quẻ Đỉnh (鼎 ding3), là quẻ thứ 50 trong Kinh Dịch.
- Nội quái là ☴ (:|| 巽 xun4) Tốn hay Gió (風).
- Ngoại quái là ☲ (|:| 離 li2) Ly hay Hỏa (火).

Giải nghĩa: Định dã. Nung đúc. Đứng được, chậm đứng, trồng, nung nấu, rèn luyện, vững chắc, ước hẹn. Luyện dược thành đơn chi tượng: tượng luyện thuốc thành linh đan, có rèn luyện mới nên người.
Kết hợp quẻ này vào cung vợ chồng là tốt, con cái mạnh khoẻ, gia đình yên ấm bền lâu.